# NIPPO
株式会社NIPPO（ニッポ、英: NIPPO CORPORATION）は、東京都中央区に本社を置く、日本の大手道路舗装会社である。ENEOSホールディングスの子会社。国内最大規模の土木建設・道路舗装業の他に、建設コンサルタント業や不動産業も展開している。

## 概要
1907年（明治40年）創業の中外アスファルト株式会社を起源とする。同社は後に宝田石油との合併を経て日本石油（後の新日本石油、現在のENEOS）の道路部門となり、1934年（昭和9年）に、当時の浅野物産（浅野財閥、現 丸紅）の道路部門との合併により「日本鋪道株式会社」として誕生している。
舗装材料の一つであるアスファルトは石油精製により生産される製品の一つであり、建設業としてよりも石油精製業の一分野として成立した企業という側面もある。アスファルト舗装の導入など、日本における舗装の近代化に果たした貢献は大きい。優れた技術力を有する舗装部門を主力としつつも、一般土木、スポーツ関連施設、建築、環境、開発分野、海外事業などの事業多角化を進めている。近年では有料道路のPFI事業に進出するなど新しい取組みも進めている。
サーキットや自動車テストコースの設計・施工も多く手がけており、他にもオートレース場や自転車競技場および競輪場の舗装においても特に急勾配部（バンク）のノウハウにおいて世界トップレベルの技術力を有し、日本の自転車競技走路においては、ほぼ100パーセント施工した実績があるとしている。

## 沿革
- 1907年（明治40年）4月15日 - 中外アスファルト株式会社設立。
- 1913年（大正2年）10月28日 - 中外アスファルトが中外石油アスファルト株式会社に商号変更。
- 1920年（大正9年）5月1日 - 中外石油アスファルトが宝田石油株式会社に合併、同社の道路部門となる。
- 1921年（大正10年）10月1日 - 宝田石油と日本石油株式会社が合併。
- 1934年（昭和9年）2月2日 - 日本石油の道路部門と浅野物産の道路部門が合同し、日本鋪道株式会社が発足。
- 1949年（昭和24年）12月 - 東京証券取引所に上場。
- 2003年（平成15年）10月1日 - 株式会社NIPPOコーポレーションに商号変更。新日石エンジニアリングの工事・エンジニアリング部門を吸収。
- 2009年（平成21年）7月1日 - 株式会社NIPPOに商号変更。
- 2010年（平成22年）7月1日 - JXグループ（現・ENEOSグループ）再編に伴い、親会社が新日本石油からJXホールディングスに異動。
- 2012年（平成24年）4月1日 - プラントエンジニアリング事業を日陽エンジニアリング（現・JXエンジニアリング）に吸収分割。
- 2015年（平成27年）1月 - 東日本高速道路が発注した震災で被災した高速道路の舗装工事で談合が行われていた疑いで、公正取引委員会が私的独占の禁止及び公正取引の確保に関する法律（独占禁止法）違反などの疑いで、同社を含む13社を捜索[1]。
- 2021年（令和3年）12月25日 - ENEOSホールディングスとゴールドマン・サックスが共同出資するロードマップ・ホールディングスによる株式公開買付けが成立[2][3]。
- 2022年（令和4年）
  - 3月29日 - 東京証券取引所第一部並びに札幌証券取引所上場廃止[4]。
  - 3月31日 - 株式併合により、株主がENEOSホールディングスとロードマップ・ホールディングスのみとなる[5]。

## 関係会社
- 大日本土木 - 経営再建前の経緯から近鉄グループにも属する。
- 長谷川体育施設
- 日鋪建設
- マツレキ
- MECX
- フェアロード
- パサージュ琴海
- 芦ノ湖スカイライン

## かつての関連企業
- 浅野工事 - 中堅ゼネコン。浅野物産の土木建設部門が分離独立する形で、当社（当時は日本鋪道）と丸紅（浅野物産を吸収合併）が母体となり設立。その後、経営環境の悪化に伴い当社へ吸収合併。

## 著名な出身者
- 久野統一郎 - 元自民党衆議院議員・国土政務次官・自治政務次官・自民党副幹事長

## 自転車ロードレース
自転車競技走路などの舗装技術の開発を通じて自転車ロードレースにも関わりが深いことでも知られ、日本鋪道時代の1987年以来、自転車ロードレースチームを所有・支援している。NIPPO・ヴィーニファンティーニは2015年からUCIプロフェッショナルコンチネンタルチーム（イタリア登録）に昇格した日本人選手を含む国際チームで、グランツールのひとつであるジロ・デ・イタリアにも参戦した。
2019年にチームが解散したため、2020年からはフランスのマルセイユに拠点を置き、2020年よりUCIプロチームに加入するデルコ・マルセイユ・プロヴァンスのメインスポンサーとなることが公式HPで発表された。チーム名は「NIPPO・デルコ・ワンプロヴァンス(Nippo Delko One Provence)」となった。しかしシーズン中盤から後半にかけて運営の内紛問題が発生。事態が日本人選手が嫌がらせを受けるまでに発展した事を受け、スポンサーから撤退。
2021年シーズンからはUCIワールドチームのEFプロサイクリングと、さらにその下部チームの位置付けであるコンチネンタルチームをスポンサードすることとなった。新チーム名は、EFエデュケーション・NIPPOとなる。